# Edward Kącki
Edward Kącki (ur. 12 listopada 1925 w Poznaniu, zm. 18 stycznia 2022 w Krzywcu) – polski informatyk i cybernetyk, profesor nauk technicznych, rektor Wyższej Szkoły Informatyki w Łodzi.
Był synem Władysława i Wiktorii. W 1944 został wywieziony do obozu pracy w Niemczech. W 1945 wrócił do Łodzi i uczęszczał na Kurs Przygotowawczy organizowany przez Politechnikę Łódzką. W 1946 zdał maturę i rozpoczął studia jednocześnie na Wydziale Elektrycznym Politechniki Łódzkiej (w 1952 otrzymał tytuł magistra inżyniera elektryka) i na kierunku matematyka na Uniwersytecie Łódzkim. Po trzech latach studiów został zatrudniony w Katedrze Matematyki Politechniki Łódzkiej na stanowisku młodszego asystenta. Pracę naukową rozpoczął w 1954 pod kierunkiem Bronisława Sochora.
Stopnie naukowe doktora nauk technicznych (1963) i doktora habilitowanego (1966) uzyskał na Wydziale Elektrycznym PŁ. Praca doktorska nosiła tytuł "Wyznaczanie nieustalonych pól temperatury w pewnych urządzeniach elektrycznych", zaś habilitacyjna "Nagrzewanie ścianek płaskich, walcowych i kulistych ze szczególnym uwzględnieniem okresowego nagrzewania ścianek płaskich". Tytuł profesora nadzwyczajnego uzyskał w 1972, zwyczajnego w 1979. Był organizatorem Ośrodka Elektronicznej Techniki Obliczeniowej (1972) i Instytutu Informatyki Politechniki Łódzkiej (1980), którego dyrektorem był do 1996. W latach 1984–1987 pełnił funkcję dziekana Wydziału Fizyki Technicznej, Informatyki i Matematyki Stosowanej Politechniki Łódzkiej. Z jego inicjatywy w 1994 roku powstał na tym wydziale kierunek dyplomowania Informatyka. Od 1997 był rektorem Wyższej Szkoły Informatyki w Łodzi. W tej uczelni był również kierownikiem Katedry Systemów Ekspertowych i Sztucznej Inteligencji. W latach 1990–2003 był prezesem Zarządu Głównego Polskiego Towarzystwa Informatyki Medycznej. Był reprezentantem Polski w International Medical Informatics Association oraz w European Federation of Medical Informatics. Od 1994 był członkiem Komitetu Naukowego PAN Biocybernetyki i Inżynierii Biomedycznej. Od 1997 był członkiem Nowojorskiej Akademii Nauk oraz członkiem honorowym Polskiego Towarzystwa Systemowego i International Neutral Network Society. Edward Kącki był promotorem 37 prac doktorskich, autorem lub współautorem ponad 294 artykułów naukowych oraz 22 książek (w tym 7 monografii). Był twórcą trzech szkół naukowych: Modelowania i języków badań symulacyjnych (1967), Algorytmów optymalizacji systemów o rozłożonych parametrach (1967), Sztucznej inteligencji (1972).
Nagrody i odznaczenia: Krzyż Oficerski Orderu Odrodzenia Polski (za zorganizowanie od podstaw Instytutu Informatyki Politechniki Łódzkiej), Nagroda Naukowa Miasta Łodzi, odznaka Zasłużony Działacz Kultury (za popularyzację nauki), Srebrna i Złota Odznaka NOT, Zasłużony dla Cybernetyki, kilka Nagród Ministra MEN (za prace naukowe, kształcenie kadry naukowej, opublikowane książki).

## Wybrane publikacje
- Kącki E., Niewierowicz T., W kręgu optymalizacji. Wyd. Nasza Księgarnia, Warszawa 1978.
- Kącki E., W kręgu cybernetyki. Wyd. Nasza Księgarnia, Warszawa 1981.
- Kącki E., Elektroniczna technika obliczeniowa. PWN, Warszawa 1986.
- Kącki E., Problemy optymalnego sterowania systemami o rozłożonych parametrami. PWN, Warszawa 1991.
- Kącki E., Równania różniczkowe cząstkowe w fizyce i technice. WNT, Warszawa 1992.
- Kącki E., Małolepszy A., Romanowicz A., Metody numeryczne dla inżynierów. Wyd. Politechniki Łódzkiej, Łódź 2001.
- Krysicki W., Kącki E., Jak liczyliśmy dawniej – jak liczymy dziś? Wyd. ResPolonia, Łódź 2001.
- Kącki E., Małolepszy A., Nguyen Xuan Quynh, Świat zastosowań matematyki. Wyd. WSInf, Łódź 2003.
- Kącki E., Małolepszy A., Co to jest cybernetyka? Wyd. Wyższa Szkoła Informatyki w Łodzi, Łódź 2005 ISBN 83-917256-8-5.